# Autostrada A388 (Niemcy)
Autostrada A388 (niem. Bundesautobahn 388 (BAB 388) także Autobahn 388 (A388)) – dawna autostrada w Niemczech, która pełniła funkcję obwodnicy Getyngi. Trasa została zdegradowana do klasy drogi krajowej. Obecnie przebiega tam droga krajowa nr B27. A388 była częścią A38 i odgałęzieniem A7 na północy Getyngi. Obecnie droga krajowa nr B27 krzyżuje się z A7 w miejscowości Friedland.